# Nine Track Mind
Nine Track Mind es el álbum debut de estudio del cantante y compositor estadounidense Charlie Puth (n. 1991), que lanzó el 29 de enero de 2016 la empresa discográfica Warner Music Group.
Cuando grabó estas canciones, Charlie Puth contaba con 23 años.

## Recepción

### Comentarios de la crítica
Nine track mind recibió reseñas negativas por parte de los críticos musicales. En Metacritic el álbum obtuvo una calificación promedio de 37 de 100, basada en siete reseñas, lo que indica «críticas generalmente no favorables».
La página Kritiker, sitio que recopila críticas de Suecia, tiene una puntuación de 2.6 de 5, lo que indica «críticas mixtas en general».

### Recibimiento comercial
En los Estados Unidos, Nine Track Mind debutó en la sexta posición de Billboard 200, con un total de 65 000 unidades vendidas, las cuales 47 000 fueron ventas tradicionales.
Además debutó en las posiciones 4 y 5 de «álbumes digitales» (digital albums) y «principales ventas de álbumes» (top album sales) respectivamente.
En su segunda semana, el álbum salió de la lista de primeros diez.
Gracias al lanzamiento de dicho material, el artista ascendió 21 posiciones hasta el 10 en la lista Artist 100 de Billboard.
La RIAA (Recording Industry Association of America: asociación de la industria de la grabación de los Estados Unidos), certificó el material con un disco de oro, por comercializar quinientas mil unidades, entre ventas físicas y digitales, difusión vía streaming y servicio a pedido (on demand)=.
En Canadá, el álbum debutó en la posición cinco del listado Canadian Albums.
En Europa, el álbum tuvo una recepción comercial moderada.
En Alemania debutó en la posición 36 de Media Control Charts.
Entre tanto en Austria y las regiones valona y flamenca de Bélgica se posicionó en el puesto diecisiete de sus listados.
El álbum debutó en la posición 30 de Hitlisten, la semana siguiente ascendió dos posiciones a la 28, y después se posicionó en la sexta plaza, gracias a ese desempeño, el organismo certificador de ese país le otorgó un disco de oro.
En España se ubicó en la posición 21 de la lista de álbumes de ese país, mientras que en Finlandia logró la posición 38.
Nine Track Mind debutó en la quinta posición de la lista de álbumes de Francia, tiempo después, al vender 50 000 copias, se le otorgó un disco de oro.
En Irlanda, Italia, Noruega y Polonia se ubicó en el top treinta de sus respectivos países.
Nine Track Mind debutó en la sexta posición de la lista de álbumes del Reino Unido (UK Albums Chart) de Official Charts Company.
En dicha semana, comercializó 20 590 copias, convirtiéndose en su primer top diez en ese país.
En su segunda semana en lista, descendió tres casillas, a la 9, al vender más de 9000 copias.
Al igual que en Reino Unido, debutó en la sexta posición de Escocia (uno de los cuatro país que conforman el Reino Unido).
Luego, la British Phonographic Industry (BPI), le entregó un disco de oro, por cien mil unidades comercializadas en el Reino Unido.
En Suecia se posicionó en la casilla 53, después se estacionó en la 24 y ganó un disco de oro, y en Suiza, debutó en la décima posición.
En Australia debutó en la posición ocho de ARIA Albums Chart, mientras que en Nueva Zelanda ingresó a la segunda posición del listado de  álbumes, donde más adelante se le otorgaría un disco de oro por 7500 copias vendidas.
En Asia, el álbum ingresó a diversos listados:
- en Corea del Sur, debutó en la posición 33 del listado de Gaon Chart, mientras que se ubicó como el tercer disco internacional más vendido de la semana del 31 de enero a 6 de febrero de 2016.[35][36]
- en Japón, debutó en la posición 21 y una semana después ascendió cuatro posiciones a la 17.[37]
- en Taiwán debutó en la primera posición del listado internacional de Five Music, reemplazando a 25 de Adele.[38]

## Lista de canciones
- Edición estándar

| Nine Track Mind |                                            |                                                                                         |                              |          |  |
| N.º             | Título                                     | Escritor(es)                                                                            | Productor(es)                | Duración |  |
| 1.              | «One Call Away»                            | Charlie Puth · Justin Franks · Mauren McDonald · Matt Prime · Shy Carter · Breyan Isaac | DJ Frank E · Prime           | 3:14     |  |
| 2.              | «Dangerously»                              | Puth · Alexander Izquierdo · James Abrahart · Jonathan Rotem                            | J.R. Rotem · Infamous · Puth | 3:19     |  |
| 3.              | «Marvin Gaye» (con Meghan Trainor)         | Puth · Julie Frost · Jacob Lutrell · Nick Seeley                                        | Puth                         | 3:10     |  |
| 4.              | «Losing My Mind»                           | Puth · Isaac · Ruby Tartt · Vera Hall                                                   | Puth · Isaac                 | 3:32     |  |
| 5.              | «We Don't Talk Anymore» (con Selena Gomez) | Puth · Jacob Kasher Hindlin · Selena Gomez                                              | Puth                         | 3:37     |  |
| 6.              | «My Gospel»                                | Puth · Josh Kear                                                                        | Puth                         | 3:30     |  |
| 7.              | «Up All Night»                             | Puth · Bonnie McKee · Thomas Troelsen · Giorgio Tuinfort                                | Jesse Shatkin · Prime        | 3:10     |  |
| 8.              | «Left Right Left»                          | Puth · Franks · Paris Jones · Geoffrey Earley · Marc Griffin                            | Geoffro Cause · DJ Frank E   | 3:26     |  |
| 9.              | «Then There's You»                         | Puth · Ross Golan · Johan Carlsson                                                      | Carlsson · Puth              | 3:34     |  |
| 10.             | «Suffer»                                   | Puth · Isaac                                                                            | Puth                         | 3:30     |  |
| 11.             | «As You Are» (con Shy Carter)              | Puth · Rick Parkhouse · George Tizzard · Jack Martello · Carter                         | Red Triangle                 | 3:55     |  |
| 12.             | «Some Type of Love»                        | Puth · David Brook                                                                      | Puth                         | 3:07     |  |
| 41:04           |                                            |                                                                                         |                              |          |  |

- Edición de lujo

| Nine Track Mind |                                                        |                                                 |                      |          |  |
| N.º             | Título                                                 | Escritor(es)                                    | Productor(es)        | Duración |  |
| 13.             | «River»                                                |                                                 |                      | 3:11     |  |
| 14.             | «Does It Feel»                                         |                                                 |                      | 3:38     |  |
| 15.             | «Nothing But Trouble (Instagram Models)» (Remix dance) | Puth · Dwayne Michael Carter · Will Lobban-Bean | Cook Classics · Puth | 4:46     |  |
| 52:39           |                                                        |                                                 |                      |          |  |

- Edición bonus track

| Nine Track Mind — Internacional |                                                |                                               |                           |          |  |
| N.º                             | Título                                         | Escritor(es)                                  | Productor(es)             | Duración |  |
| 13.                             | «See You Again» (Wiz Khalifa con Charlie Puth) | Puth · Franks · Cameron Thomaz · Andrew Cedar | Puth · DJ Frank E · Cedar | 3:49     |  |
| 44:53                           |                                                |                                               |                           |          |  |

## Posicionamiento en listas

### Semanales
| País              | Lista                           | Mejor posición |
| 2016              | 2016                            | 2016           |
| ----------------- | ------------------------------- | -------------- |
| Alemania          | German Albums Top 100           | 36             |
| Australia         | ARIA Albums Chart               | 8              |
| Austria           | Top 75 Longplay                 | 17             |
| Bélgica (Flandes) | Ultratop Albums                 | 17             |
| Bélgica (Valonia) | Ultratop Albums                 | 17             |
| Canadá            | Canadian Albums                 | 5              |
| Corea del Sur     | Gaon Albums Chart               | 33             |
| Corea del Sur     | Gaon International Albums Chart | 3              |
| Dinamarca         | Danish Albums Top 40            | 6              |
| Escocia           | Scottish Albums Chart           | 6              |
| España            | Top 100 Álbumes                 | 21             |
| Estados Unidos    | Billboard 200                   | 6              |
| Estados Unidos    | Digital Albums                  | 4              |
| Estados Unidos    | Top Album Sales                 | 5              |
| Finlandia         | Finnish Top 40 Albums           | 38             |
| Francia           | French Albums Chart             | 5              |
| Hungría           | Hungarian Albums Chart          | 20             |
| Irlanda           | Irish Albums Chart              | 18             |
| Italia            | Top 100 Artisti                 | 21             |
| Japón             | Oricon Albums Chart             | 17             |
| Noruega           | Album Top 40                    | 18             |
| Nueva Zelanda     | New Zealand Top 40 Albums       | 2              |
| Países Bajos      | Holland Top 100                 | 13             |
| Polonia           | Polish Albums Chart             | 24             |
| Reino Unido       | UK Albums Chart                 | 6              |
| República Checa   | Czech Albums Top 100            | 33             |
| Sudáfrica         | RiSA Albums Chart               | 7              |
| Suecia            | Swedish Top 60 Albums           | 24             |
| Suiza             | Swiss Albums Chart              | 10             |
| Taiwán            | Taiwanese Albums Chart          | 1              |

### Anuales
| País              | Lista                    | Mejor posición |
| 2016              | 2016                     | 2016           |
| ----------------- | ------------------------ | -------------- |
| Australia         | ARIA Albums Chart        | 55             |
| Bélgica (Flandes) | Ultratop Albums Chart    | 148            |
| Bélgica (Valonia) | Ultratop Albums Chart    | 138            |
| Canadá            | Canadian Albums          | 33             |
| Dinamarca         | Danish Album Top-100     | 16             |
| Estados Unidos    | Billboard 200            | 43             |
| Francia           | French Albums Chart      | 44             |
| Nueva Zelanda     | New Zealand Albums Chart | 10             |
| Países Bajos      | Dutch Albums Top 100     | 95             |
| Reino Unido       | UK Albums Chart          | 39             |
| Suecia            | Swedish Albums Chart     | 45             |
| Suiza             | Swiss Albums Chart       | 64             |

## Certificaciones
| País           | Organismo certificador | Certificación | Ventas certificadas | Ref.   |
| -------------- | ---------------------- | ------------- | ------------------- | ------ |
| Dinamarca      | IFPI — Dinamarca       | Oro           | 30 000              | [ 15 ] |
| Estados Unidos | RIAA                   | Platino       | 2 000               | [ 8 ]  |
| Francia        | SNEP                   | Platino       | 100 000             | [ 19 ] |
| Nueva Zelanda  | RMNZ                   | Oro           | 7500                | [ 34 ] |
| Reino Unido    | BPI                    | Oro           | 100 000             | [ 28 ] |
| Suecia         | GLF                    | Oro           | 20 000              | [ 29 ] |

## Historial de lanzamiento
| País                    | Fecha               | Formato               | Edición  | Discográfica            | Ref.   |
| ----------------------- | ------------------- | --------------------- | -------- | ----------------------- | ------ |
|                         | 29 de enero de 2015 | CD · descarga digital | Estándar | Artist Partner · Warner | [ 39 ] |
| 11 de noviembre de 2016 | De lujo             | CD · descarga digital | [ 40 ]   | Artist Partner · Warner |        |

## Créditos y personal
Todas las canciones del álbum fueron mezcladas por Manny Marroquin en Larrabee Studios. La masterización de todas las pistas fue realizada por Dave Kutch en The Mastering Palace. 
| Grabación: - Atlantic Studios, Los Ángeles, California; - The Loft Studios & Side 3 Studios, Montecito, California; - MXM Studios, Los Ángeles, California; - Power Sounds Studio's, Ámsterdam, Países Bajos; - Studio Red Room, Goteborg, Suecia. 1. «One Call Away» - Tambor y guitarra: Luke Potashnick - Grabación: Charlie Puth, Justin Franks y Matt Prime - Productores: DJ Frank E y Matt Prime - Compositores: Breyan Isaac, Charlie Puth, Justin Franks, Matt Prime, Mauren McDonald y Shy Carter 2. «Dangerously» - Ingeniería: Samuel Kalandjian - Arreglos de cuerda: Nick Seeley - Grabación y coproductor: Charlie Puth - Chelo: Joseph Kuipers - Viola: Emily Williams y Mark Landson - Violín: Miika Gregg, Veronica Gan, Elizabeth Elsner y Mark Landson - Productores: Infamous y J.R. Rotem - Compositores: Alexander Izquierdo, Charlie Puth, Infamous, James Abrahart, Jonathan Rotem 3. «Marvin Gaye» - Grabación: Ryan Gladieux - Productor: Charlie Puth - Artista invitado: Meghan Trainor - Compositores: Charlie Puth, Jacob Luttrell, Julie Frost y Nick Seeley 4. «Losing My Mind» - Grabación: Charlie Puth - Coproductor: Breyan Isaac - Productor: Charlie Puth - Compositores: Charlie Puth, Breyan Isaac, Ruby Tartt y Vera Hall 5. «We Don't Talk Anymore» - Grabación y producción: Charlie Puth - Artista invitado: Selena Gomez - Compositores: Charlie Puth, Selena Gomez y Jacob Kasher Hindlin 6. «My Gospel» - Grabación y producción: Charlie Puth - Compositores: Charlie Puth, Josh Kear | 7. «Up All Night» - Arreglos de orquesta: Franck Van Der Heijden y Giorgio Tuinfort - Bajo, sintetizadores y programación de tambores: Jesse Shatkin - Edición: Marcus van Wattum - Ingeniería: Charlie Puth y Jaime Wosk - Grabación: Jesse Shatkin y Paul Pauwer - Productores: Jesse Shatkin y Matt Prime - Compositores: Bonnie McKee, Charlie Puth, Giorgio Tuinfort y Thomas Troelsen 8. «Left Right Left» - Grabación: Charlie Puth - Ingeniería: Ryan Gladieux - Productores: DJ Frank E y Geoffro Cause - Compositores: Charlie Puth, Justin Franks, Geoffro, Marc E. Bassy y Paris Jones 9. «Then There's You» - Grabación y edición: Mattias Bylund - Ingeniería: Cory Bice y Sam Holland - Guitarras, sintetizador y tamborín: Johan Carlsson - Coros: Johan Carlson, Ross Golan y Charlie Puth - Chelo: David Bukovinszky - Productores vocales: Peter y Johan Carlson - Programación: Charlie Puth y Johan Carlsson - Violín: Mattias Johansson - Productor; Johan Carlsson - Compositores: Charlie Puth, Johan Carlsson y Ross Golan 10. «Suffer» - Grabación y producción: Charlie Puth - Compositores: Breyan Isaac y Charlie Puth 11. «As You Are» - Arreglos y programación: Rick Parkhouse - Tambores y teclados: George Tizzard - Grabación: Rick Parkhouse y Alex Heme Toval - Coros: George Tizzard, Jack Martello y Rick Parkhouse - Productores: Red Triangle Productions - Compositores: Charlie Puth, George Tizzard, Jack Martello, Rick Parkhouse y Shy Carter 12. «Some Type of Love» - Grabación y producción: Charlie Puth - Compositores: David Brook y Charlie Puth 13. «See You Again» - Productores: Andrew Cedar, Charlie Puth y DJ Frank E - Compositores: Andrew Cedar, Cameron Thomaz, Charlie Puth y Justin Franks |

Fuente: Notas del disco y Discogs.